# St. Andreas (Trauchgau)

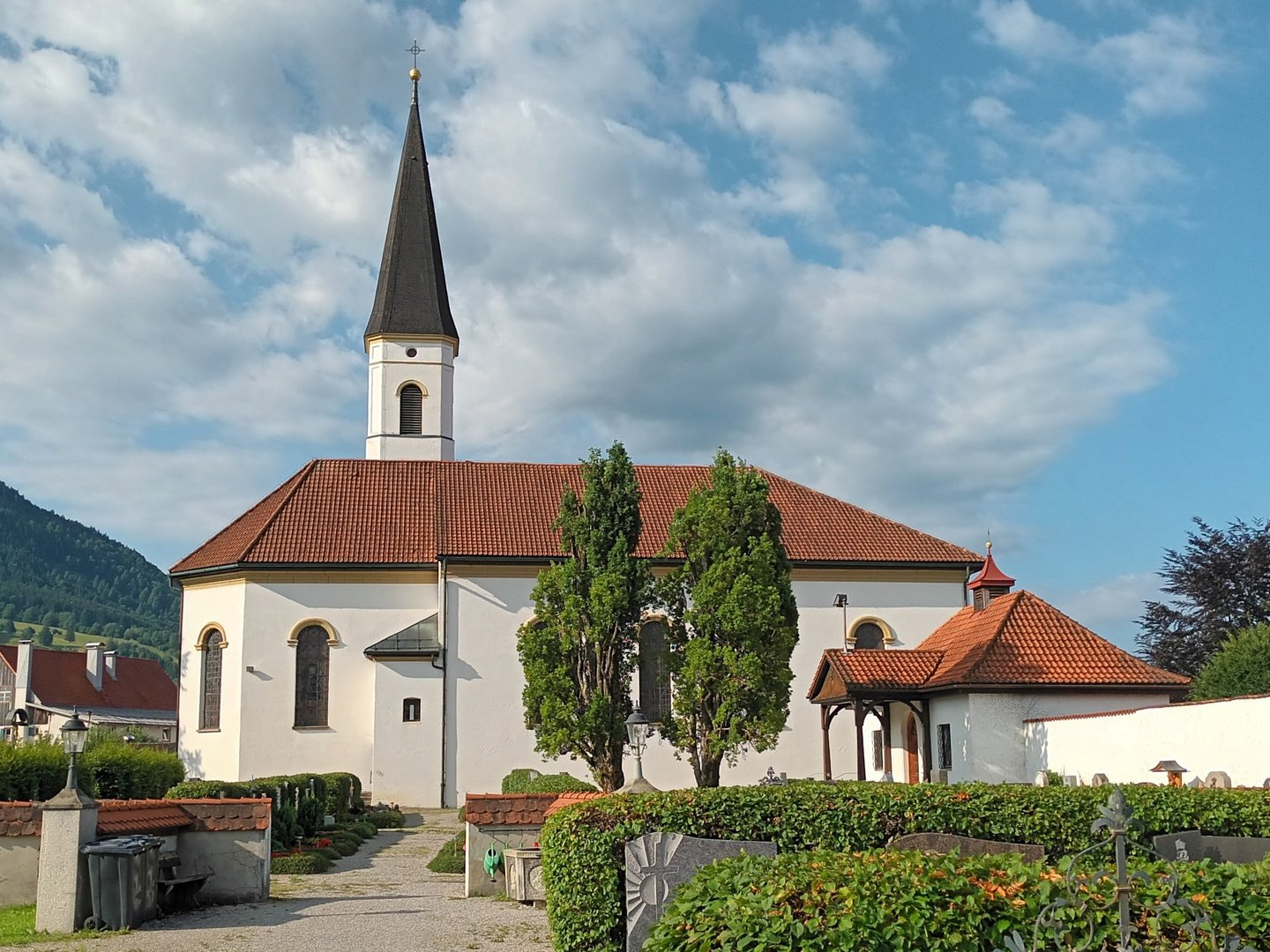
St. Andreas, Ansicht von Norden

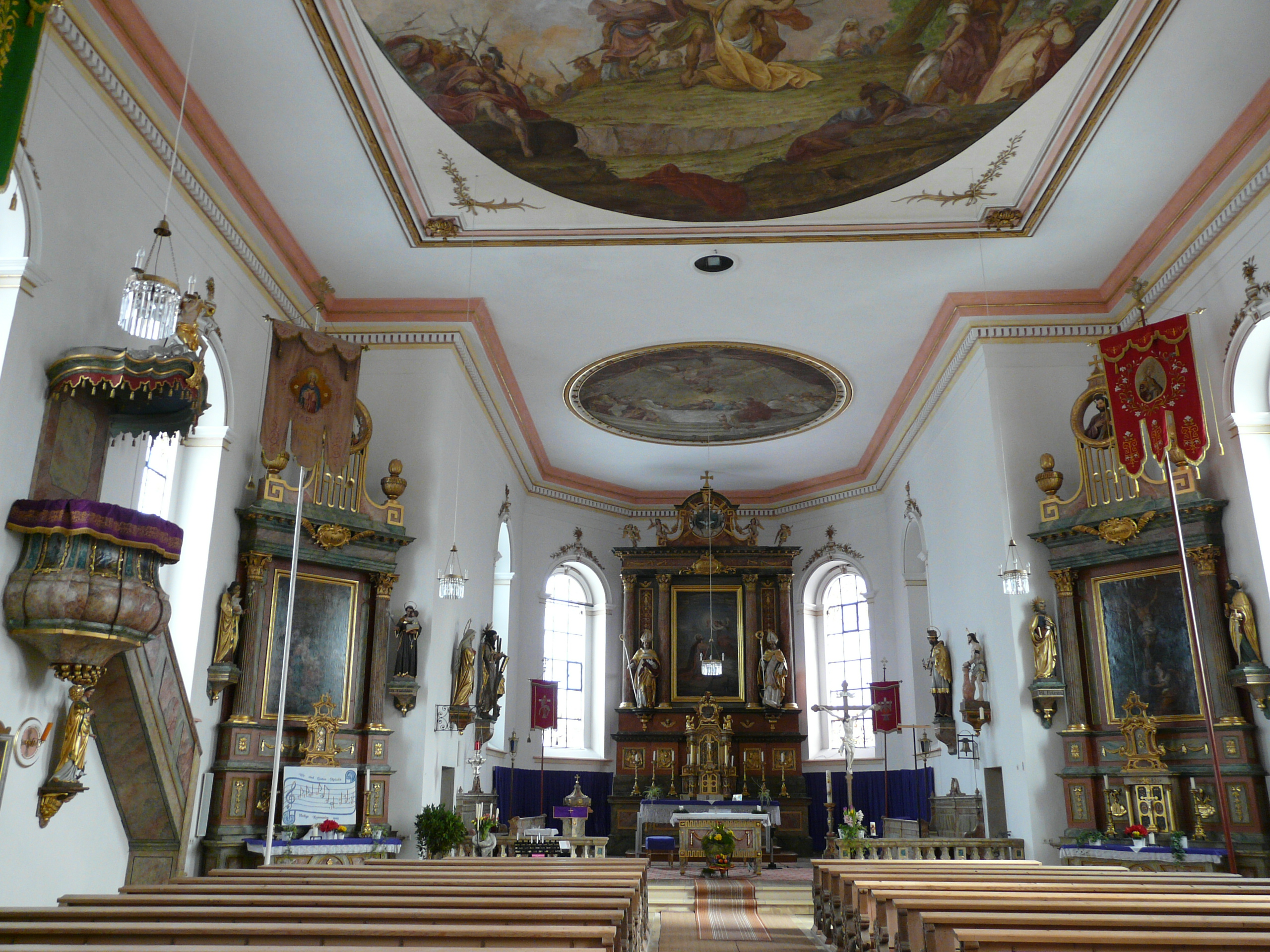
Innenansicht zum Chor

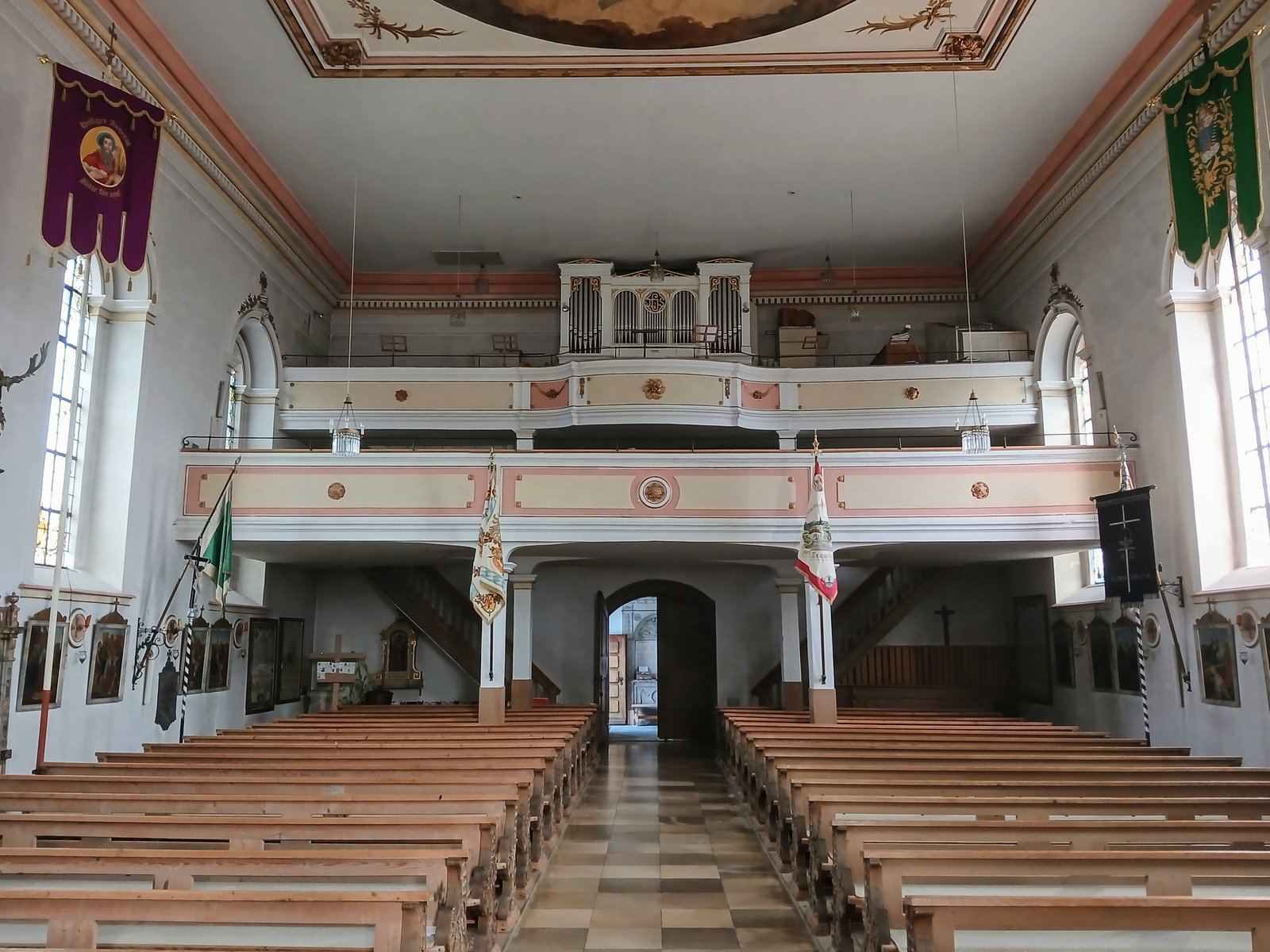
Innenansicht zur Empore

St. Andreas ist eine römisch-katholische Pfarrkirche in Trauchgau in der bayerisch-schwäbischen Gemeinde Halblech. Die Kirche wurde 1819 im Stil des Klassizismus erbaut und gehört zum Dekanat Marktoberdorf des Bistums Augsburg.

## Lage
Die Kirche liegt am nordöstlichen Dorfrand von Trauchgau und hat die Adresse Kirchplatz 11. Auf dem Kirchplatz vor der Kirche steht ein Brunnen mit einer Statue des hl. Georg und ein Kriegerdenkmal. Im Norden schließt sich der Friedhof Trauchgau an, der sich bis zum Achweg an der Trauchgauer Ach erstreckt. Östlich der Kirche liegen das Pfarrheim und die Kindertagesstätte St. Andreas.

## Geschichte
Eine erste Kapelle sollen die Bewohner Trauchgaus schon zur Zeit der Christianisierung der Region durch den hl. Magnus errichtet haben. Für 1191 ist die Weihe einer Pfarrkirche zu Ehren des hl. Andreas überliefert, aber urkundlich nicht belegt. Das Besetzungsrecht und die Pfründe der Kirche waren im Besitz der Herren von Schwangau, die 1312 das Patronatsrecht an das Kloster Steingaden verkauften. Bis zur Säkularisation 1803 übernahmen Klostergeistliche aus Steingaden als Vikare die Seelsorge. Für 1419 ist eine erneute Kirchweihe zu Ehren der hl. Katharina und des hl. Andreas überliefert.
1783 wurde die Pfarrkirche bei einem Blitzschlag schwer beschädigt. Der Neubau wurde vom Schongauer Stadtmaurermeister Matthias Left errichtet. Grundsteinlegung war am 10. März 1819. Die Kirchweihe nahm am 7. September 1823 Bischof Joseph Maria von Fraunberg vor. 1872 wurde der Kirchturm erneuert und mit einem Spitzhelm versehen.

## Architektur
Die Saalkirche hat eine flache Decke und einen eingezogenen, dreiseitig geschlossenen Chor. Der quadratische Turm an der Südseite hat ein Oktogon und einen Spitzhelm.

## Ausstattung

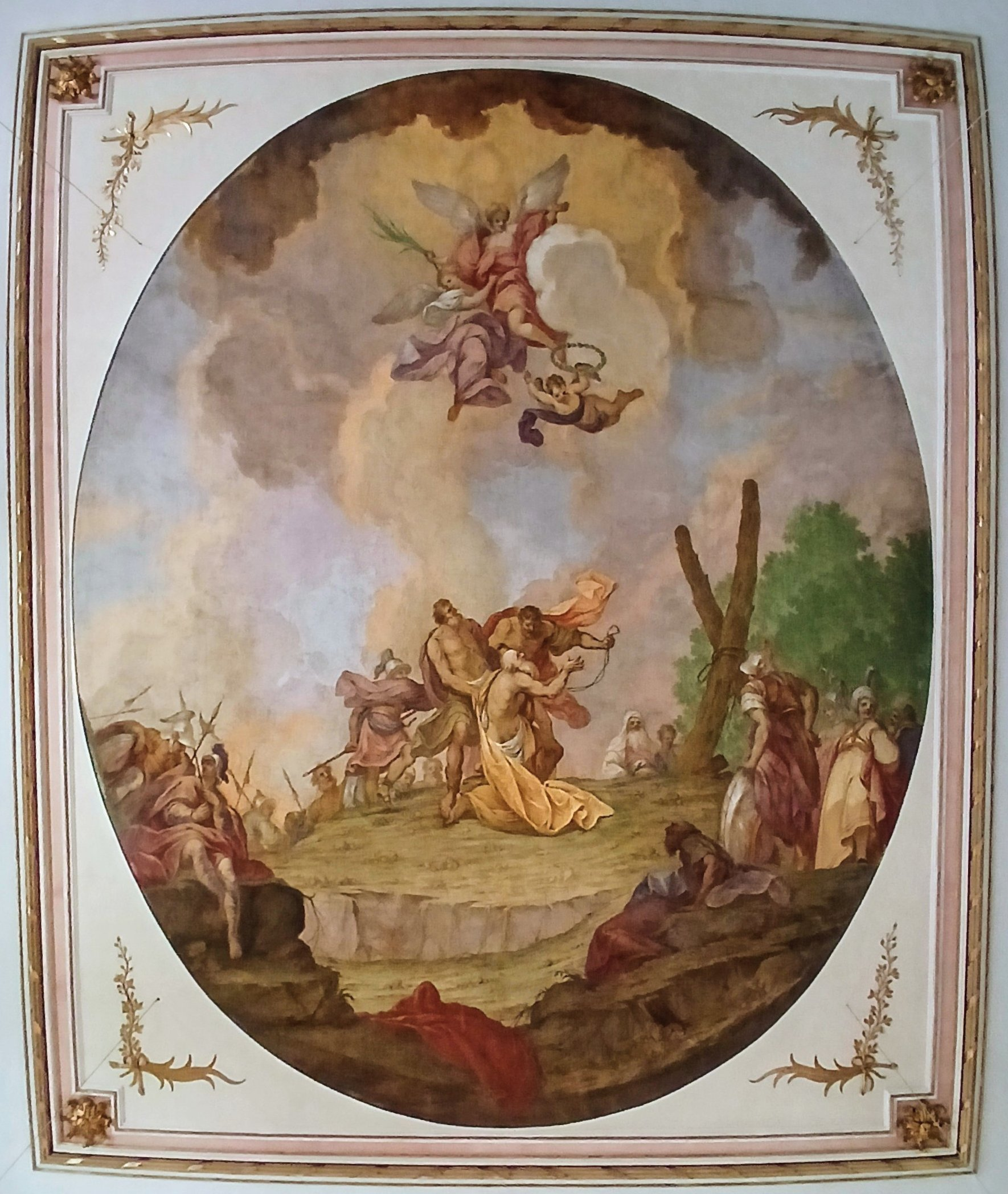
Langhausfresko

Der sparsame Stuck stammt aus der Erbauungszeit. Die Fresken wurden von Joseph Keller geschaffen und zeigen im Chor das letzte Abendmahl und im Langhaus das Martyrium des hl. Andreas (1819). Der Hochaltar wurde von Schreinermeister Eustach Gast aus Altenstadt hergestellt (1854), die Seitenaltäre von Eustach Gast und Anton Lang (1872). Die Altargemälde stammen von Joseph Keller und zeigen am Hochaltar den hl. Andreas mit Muttergottes, am linken Seitenaltar die Anbetung der Hirten und am rechten Seitenaltar das Kreuz Jesu mit der hl. Maria Magdalena (um 1819/1820).
Die Figur des hl. Andreas an der linken Langhauswand wird Lorenz Luidl zugeschrieben (Anfang 18. Jh.), die Figuren des hl. Andreas im Chor und des hl. Sebastian an der rechten Langhauswand Johann Pöllandt (um 1675/1680). Neben dem Eingang ist ein Stein mit Inschrift eingemauert, der von der Heiligen Pforte stammt, die durch Papst Benedikt XIII. im Heiligen Jahr 1725 im Petersdom geöffnet wurde. Die Orgel mit 12 Registern wurde 1879 von Balthasar Pröbstl gebaut und durch einen Neubau mit pneumatischen Kegelladen von Zeilhuber mit 22 Registern im historischen Gehäuse abgelöst.